# Moïshé Kulbak
Moïshé Kulbak (en yiddish : משה קולבאַק ; en russe : Моисей Соломонович Кульбак, Moïsseï Solomonovitch Koulbak ; en biélorusse : Майсей Саламонавіч Кульбак, Maïsseï Salamonavitch Koulbak), né le 20 mars 1896 à Smorgon, dans la province de Vilnius (actuelle oblast de Grodno en Biélorussie), et exécuté par la police stalinienne le 29 octobre 1937 près de Minsk, est un poète, romancier et dramaturge biélorusse puis soviétique de langue yiddish.

## Biographie

### Débuts littéraires et séjour à Berlin

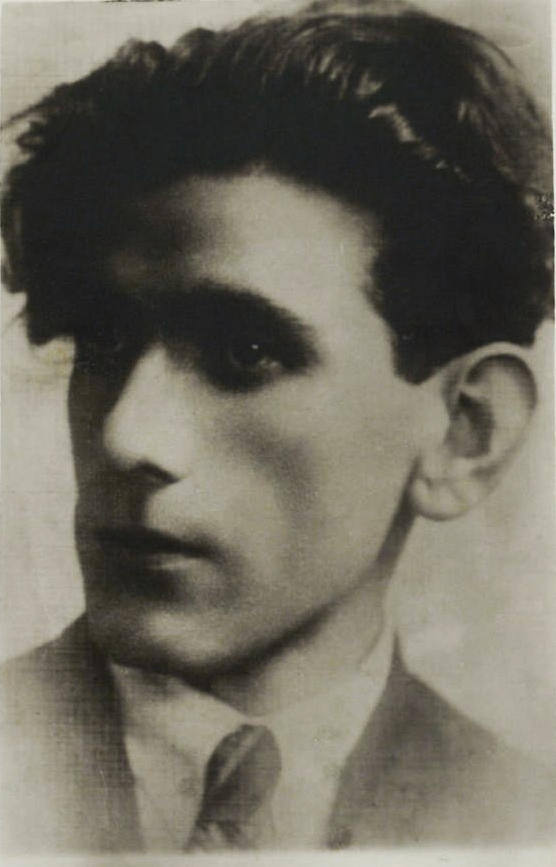
Moïshé Kulbak.

Kulbak suit des cours dans une école élémentaire juive (Heder)  russe moderne, puis à la Yechiva de Volojine et à celle de Mir, où il acquiert une compréhension de la culture traditionnelle juive plus profonde que celle de la plupart des poètes yiddish contemporains. Pendant la Première Guerre mondiale, il travaille comme enseignant dans un orphelinat juif à Kovno (maintenant Kaunas en Lituanie). Il commence alors à écrire des poèmes en hébreu, puis en yiddish à partir de 1916 ; son premier poème dans cette langue, Shterndl (« Petite Étoile »), sera mis en musique et accèdera à une certaine popularité.
En 1918, il s'installe à Minsk où il enseigne la poésie tout en continuant à composer ses œuvres. En 1919, il s'installe à Vilnius où il publie en 1920 son premier recueil poétique, Shirim (« Poèmes »), qui l'inscrit dans la lignée des poètes yiddish de tradition romantique.
De 1920 à 1923, il vit à Berlin pour élargir son horizon intellectuel tout en gagnant sa vie comme souffleur dans un théâtre. Pendant ces trois années, il se familiarise avec les différents courants de la littérature européenne, notamment l'expressionnisme qui aura par la suite une grande influence sur son œuvre. Pendant son séjour à Berlin, Kulbak contribue à différentes revues yiddish de la ville, mais aussi de Pologne et d'autres pays, dont le Di tsukunft de New York où il publie des poèmes, son épopée Raysn (« Biélorussie ») (1922) et son drame Yankev Frank. En 1924 paraîtra également à Berlin sa première grande œuvre en prose, Le Messie fils d'Ephraïm.

### Séjour à Vilnius
En 1923, il s'établit à Vilnius, où il devient l'une des figures de la vie intellectuelle yiddish. Vilnius, qui fait partie de la nouvelle Pologne indépendante en vertu du petit traité de Versailles, est alors un important pôle culturel yiddish. Kulbak enseigne la littérature yiddish moderne au Real-Gymnasium (lycée de langue yiddish) ainsi qu'au séminaire des enseignants yiddish, où il joue avec ses étudiants des pièces du répertoire yiddish ou classique. Il donne aussi des conférences sur la littérature et est actif dans de nombreuses institutions culturelles yiddish de Vilnius.
Son œuvre mystique Le Messie fils d'Ephraïm (Meshiekh ben Efrayim), publiée en 1924, puise ses sources dans le folklore juif et dans les croyances apocalyptiques, les présentant sous une perspective qui doit beaucoup au cinéma expressionniste allemand. L'auteur s'intéresse principalement au pauvre Benye qui n'est peut-être pas un Messie, mais dont la destinée est associée aux Tsadikim Nistarim, un groupe de 36 justes vivant cachés et dont l'existence sur Terre garantit la survie du monde. Benye et les autres personnages vivent des expériences dont l'étrangeté approche l'incompréhensible pour eux ainsi que pour le lecteur, dans une intrigue où interviennent des figures légendaires comme la démone Lilith ou le filou universel Reb Simkhe Plakhte.
En 1927, il est élu président du PEN club yiddish mondial nouvellement fondé. Pendant son séjour à Vilnius, il écrit les longs poèmes Vilné en 1926 et  Bunye un Bere afn shliakh (« Bunye et Bere sur la route ») en 1927, ainsi que des poèmes lyriques, divers articles littéraires et sa deuxième grande œuvre, Montag (« Lundi ») (1926).

### Installation à Minsk
Fin 1928, malgré sa popularité et l'admiration de ses étudiants, Kulbak est déçu par l'atmosphère du monde littéraire polonais et décide de retourner à Minsk, nouvelle capitale de la Biélorussie soviétique (RSSB), où vit une partie de sa famille et où la scène littéraire yiddish est florissante,. Membre de l'Union des écrivains soviétiques de la RSSB depuis sa création, il travaille dans la section juive de l'Académie nationale des sciences de Biélorussie ainsi qu'au bureau éditorial du magazine yiddish Stern.
Peu de temps après son installation à Minsk paraît un recueil de ses œuvres en trois volumes — auquel sera ajoutée ultérieurement une réimpression de son roman Les Zelminiens (Zelmenyaner), écrit durant la période soviétique. À Minsk, Kulbak compose le long poème Disner Childe-Harold en 1933, ainsi que deux pièces de théâtre, Boïtré (1936) et Béniomine Maguidov. Boïtré, qui conte la vie romancée d'un pauvre Juif devenu brigand au XIXe siècle, obtient un grand succès et est jouée dans les théâtres yiddish soviétiques ainsi que dans plusieurs villes étrangères. En revanche, la pièce Béniomine Maguidov, qui raconte l'histoire du jeune commandant d'un groupe de partisans se battant contre les légionnaires polonais en Biélorussie, voit son manuscrit disparaître alors qu'elle devait être jouée au théâtre yiddish du Birobidjan.
Kulbak se concentre alors surtout sur son roman Les Zelminiens, dont le premier volume est publié en 1931 et le second en 1935. Il relate le destin d'une famille juive traditionnelle face aux nouvelles conditions de vie dans l'Union soviétique, dépeignant avec réalisme l'absurdité de la vie dans le pays. En parallèle, Kulbak traduit aussi la littérature russe et biélorusse et dirige des projets éditoriaux. Seule une petite partie de sa poésie pré-soviétique est autorisée à être réimprimée eu Union soviétique, où ne sont disponibles que deux petits recueils de ses poèmes.

### Arrestation et mort
Kulbak est arrêté le 11 septembre 1937 et accusé d'espionnage et de préparation de sabotages. Son arrestation fait partie de la répression stalinienne visant les écrivains yiddish de Minsk. Dès 1934, les officiers des services spéciaux écrivaient à propos de Kulbak : « est arrivé illégalement en 1928 de Pologne en république socialiste soviétique de Biélorussie. Étant en Pologne, il était le vice-président de l'organisation littéraire juive nationale fasciste. Les groupes autour de ces écrivains juifs nationalistes étaient formés de gens d'un environnement social étranger ayant des liens avec des pays étrangers ».
Après une parodie de procès où Kulbak est accusé d'être un « ennemi du peuple », il est reconnu coupable fin octobre 1937 par le Collège militaire de la Cour suprême de l'URSS, présidé par Ivan Matoulévitch. Il est fusillé le 29 octobre 1937. 
Il est réhabilité par le Collège militaire de la Cour suprême de l'URSS en décembre 1956.

## Son œuvre
- Shirim (recueil de poèmes), 1920 ;
- Die Shtot (« La Ville »), poème romantique, 1920 ;
- Raysn (« Biélorussie »), 1922 ;
- Yankev Frank, pièce dramatique, 1923 ;
- Le Messie, fils d'Ephraïm (Meshiekh ben Efrayim), roman, 1924 ;
- Montag (« Lundi »), roman, 1926 ;
- Bunye un Bere afn shliakh (« Bunye et Bere sur la route »), poème humoristique, 1927 ;
- Les Zelminiens (Zelmenyaner), roman, 1931 ;
- Disner Childe-Harold (« Childe Harold de Disna »), poème satirique, 1933 ;
- Boïtré, poème dramatique, 1936 ;
- Beniomine Maguidov, pièce de théâtre, 1937.

Certains de ses poèmes ont été traduits en russe par Alik Rivine.

## Hommage
En 2004 à Vilnius, sur la maison où vivait l'écrivain, une plaque commémorative a été installée avec l'inscription en hébreu et en lituanien: « dans cette maison vécut le célèbre poète juif Moïshé Kulbak (1896–1937) ».